# Tristão da Ilha
Tristão da Ilha, também conhecido como Tristão, e por vezes referido posteriormente como Tristão Teixeira, Tristão Vaz, e Tristão Vaz Teixeira, (c. 1395 — 1480), foi, segundo Zurara, escudeiro do Infante D. Henrique, a quem acompanhou a Ceuta e Tânger, onde se mostrou "homem assaz ardido", sendo aí armado cavaleiro.
Com João Gonçalves Zarco descobriu a ilha de Porto Santo, que foi encarregado de colonizar.
Vai povoar depois a ilha da Madeira em 1425. Coube-lhe a capitania do Machico com carta de doação de 11 de Maio de 1440.
Organizou várias expedições à África, com caravelas suas.
Por abuso de autoridade, esteve desterrado da sua jurisdição à qual voltou perdoado, em 1452.
Casou com sua prima Branca Teixeira e deixou numerosa descendência, hoje largamente espalhada pelo arquipélago. 

Morreu em Silves já de idade avançada.